# Таронци, Согомон Саакович
Согомон Саакович Таронци (наст. фам. Мовсесян; 1905—1971) — армянский поэт.

## Биография
Родился в Копе, крупном городе Западной Армении (ныне турецкий город Буланык), в семье педагога. В 1915 г. вместе с семьёй переселился в Ереван. Окончил историко-филологический факультет Ереванского университета в 1930 г.

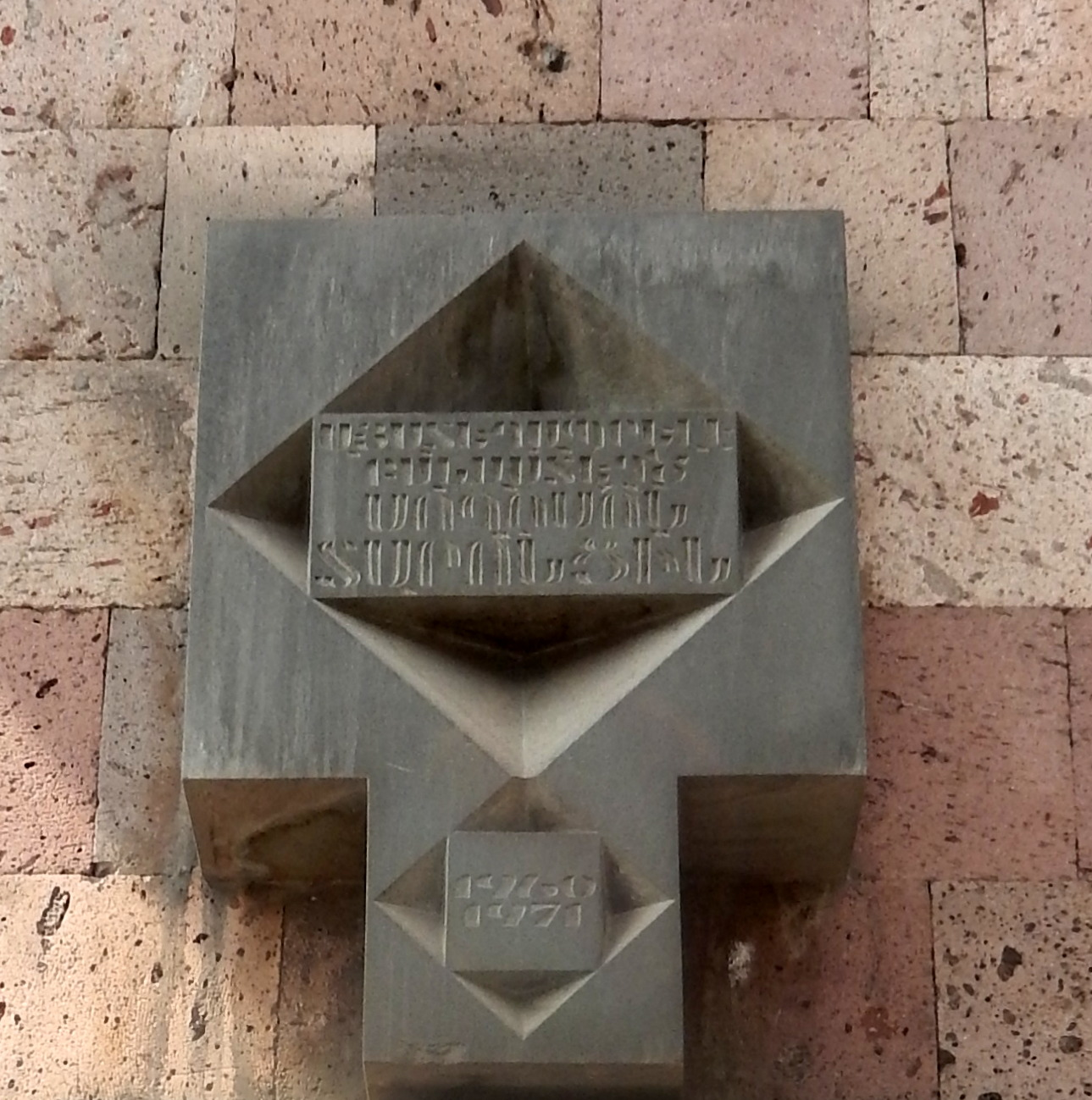
Мемориальная доска в Ереване, на улице Касьяна

Начал печататься в 1925 году. Первая книга «Пустыни» (арм. Անապատներ) вышла в 1926 г. в Гюмри.
Поэзия Таронци отличается высокой культурой стиха, он творчески использует интонации народного творчества. Ему принадлежат лирические песни, газели, сонеты о жизни, природе, любви, баллады на темы гражданской войны и современности («Баллада о чубуке», «Авак из Лори»), циклы стихов о советском патриотизме и дружбе народов («Россия-мать»), легенды, эпические поэмы по мотивам фольклора («Изумрудный соловей», «Песнь Давида»).
Переводил произведения восточных поэтов («Тысяча сердец», кн. 1-2, 1961—66). Редактировал сочинения армянских классиков.

## Сочинения
Автор более 20 книг, в том числе:
- «Утро» («Առավոտ», 1930)
- «Легенда веков» («Դարերի լեգենդը», 1935)
- «Война» («Պատերազմ», 1942)
- «После грозы» («Ամպրոպից հետո», 1948)
- «Великие будни» («Մեծ առօրյա», 1953)
- «Больше света» («Ավելի լույս», 1958)
- «Золотой век» («Ոսկեդար», 1960)

В русском переводе изданы «Книга счастья» (Ереван, 1952) и сборник «Стихи» (Ереван, 1956).

## Награды
- орден «Знак Почёта» (27.06.1956)